# Елен Гримо
Елен Гримо (на френски: Hélène Grimaud) е френска пианистка и писателка.

## Биография

### Произход и детство
Родена е в Екс ан Прованс, Франция в еврейско семейство. В интервю за Ню Йорк Таймс тя описва националната принадлежност на своите родители така: „Баща ми произлиза от средата на сефарадски евреи в Африка, а предците на майка ми са еврейски бербери от Корсика.“ Нейният баща е бил осиновен от френско семейство и впоследствие става университетски преподавател по чужди езици.
Елен Гримо споделя, че като дете е била много възбудима и напрегната, докато на шестгодишна възраст не открива пианото. Още от малка тя е синестет и възприема звуците като цветове.

### Музикална кариера
През 1982 г. Елен Гримо постъпва в Парижката консерватория, където учи при пианиста Жак Рувие. През втората учебна година в знак на протест срещу досадния репертоар в консерваторията се завръща в родния си Екс ан Прованс и заедно с професори и студенти от местната консерватория изпълнява Втори концерт за пиано от Шопен. Парижкият ѝ преподавател предлага запис от концерта на японския лейбъл за класическа музика „Денон“ и така ѝ осигурява първия договор за запис на плоча. През 1985 г. следва първата ѝ публикация – Втора соната за пиано от Рахманинов, с която печели Grand Prix du Disque на френската академия Шарл Крос. През същата година завършва следването си с първа награда.
През 1987 г. Елен Гримо започва професионалната си кариера със соло рецитал в Париж и изпълнение с Парижкия оркестър под палката на Даниел Баренбойм.

### Престой в САЩ
Срещата с 28 години по-възрастната пианистка Марта Аргерич през 1989 г. на Фестивала за камерна музика в Локенхаус утвърждава стремежа на Елен Гримо, въпреки все още слабата си известност, да развие своя независим и неконвенционален стил. През 1990 г. се състои нейният дебют в САЩ и още същата година Гримо предприема голямо американско турне. През 1991 г., на 21-годишна възраст, отива в Талахаси, Флорида, за да бъде близо до своя приятел, който преподава фагот в Държавния университет на Флорида. През 1997 г. Елен Гримо се установява в Уестчестър, северно от Ню Йорк. През 1999 г. основава Център за опазване на вълците (Wolf Conservation Center). Посвещава се на отглеждането, закрилата и реинтеграцията на вълци в естествена среда.

### Престой в Швейцария
След кратко време, прекарано в Берлин, през 2005 г. Елен Гримо се заселва в община Вегис, кантон Люцерн, Швейцария. В края на годината се разболява от тежка пневмония. Впоследствие развива Синдром на хроничната умора и половин година не може да напусне Европа. През пролетта на 2010 г. се подлага на операция за отстраняване на рак на стомаха. Но още през лятото на същата година се завръща към пианото и пред „Ню Йорк Таймс“ заявява, че месеците на своето оздравяване е използвала за пълноценна творческа почивка.
Елен Гримо живее отново в САЩ от 2014 г.

## Дискография
Denon
- Sergei Rachmaninoff Piano Sonata No. 2, Études-Tableaux op. 33 (1985)
- Sergei Rachmaninoff Piano Sonata No. 2 (1986)
- Frédéric Chopin Ballade No. 1; Franz Liszt Après une Lecture de Dante; Robert Schumann Sonata for Piano (1987)
- Robert Schumann Kreisleriana; Johannes Brahms Piano Sonata No. 2 (1989)
- Johannes Brahms Piano Sonatas No. 2 & 3, Klavierstücke (1992)
- Sergei Rachmaninoff Piano Concerto No. 2; Maurice Ravel Piano Concerto (1993)

Erato
- Robert Schumann Piano Concerto; Richard Strauss Burleske (1995)
- Johannes Brahms Piano Pieces Op. 116–119 (1996)
- George Gershwin Concerto in F; Maurice Ravel Piano Concerto (1997)
- Johannes Brahms Piano Concerto No. 1 (1998)

Teldec
- Ludwig van Beethoven Piano Concerto No. 4, Piano Sonata No. 30, Piano Sonata No. 31 (1999)
- Sergei Rachmaninoff Piano Concerto No. 2, Prelude Op. 32/12, Études-Tableaux Op. 33/1, 2 and 9, Variations on a Theme of Corelli (2001)
- Ludwig van Beethoven Piano Concerto No. 4; Robert Schumann Piano Concerto, Op. 54 (2003)

Deutsche Grammophon
- Credo, comprising John Corigliano Fantasia on an Ostinato; Ludwig van Beethoven Piano Sonata No. 17 „Tempest“, Choral Fantasy; Arvo Pärt Credo (2003)
- Chopin|Rachmaninoff (2005)
- Béla Bartók The Piano Concertos (2005)
- Reflection (2006)
- Ludwig van Beethoven Piano Concerto No. 5 „Emperor“, Piano Sonata No. 28 (2007)
- Johann Sebastian Bach Various (2008)
- Resonances, Wolfgang Amadeus Mozart Piano Sonata No. 8; Alban Berg Piano Sonata op.1; Franz Liszt Piano Sonata in B minor; Béla Bartók  Romanian Folk Dances (2013)
- Wolfgang Amadeus Mozart Piano Concerto No. 19, Piano Concerto No. 23, „Ch'io mi scordi di te?“ (with Mojca Erdmann, soprano) (2013)
- Johannes Brahms Piano Concerto No. 1 & Piano Concerto No. 2 (2013)
- Water (2016)
- Perspectives (2017)

## Награди
- 1985: Grand Prix du Disque
- 2000: Victoires de la musique
- 2002: Chevalier de l'Ordre des Arts et des Lettres
- 2004: Victoire d'honneur
- 2005: Echo-Klassik-Preis
- 2008: Chevalier de l'Ordre national du Mérite
- 2009: Bremer Musikfest-Preis
- 2013: Echo-Klassik-Preis
- 2015: Chevalier de la Légion d'honneur